# Thrillenium Ride
Thrillenium Ride was een groots aangekondigde attractie dewelke in het seizoen 2000 zou openen in het Belgische pretpark Bobbejaanland. De constructeur van deze attractie was het Nederlandse bedrijf Leisure Industry Service met aan het hoofd Nauta Bussink.
De attractie zou een gondel bevatten die 360 graden kon ronddraaiden, zowel horizontaal, verticaal, vooruit en achteruit. Deze gondel zou worden bevestigd op een lange arm dewelke op een hoogte van 17 meter rond zijn as zou draaien.
Om de attractie te financieren besloot het park om enkele bestaande attracties te verkopen: het Draaiend Huis, Condor, Rainbow en de kleine monorail die al uit dienst was sinds 1994.
Nauta Bussink hield zich niet aan de vooropgestelde contracten en de bouw van de attractie kostte meer dan de attractiebouwer had geschat. Vandaar dat Nauta Bussink deze extra kosten wilde doorrekenen aan Bobbejaanland waarmee laatstvernoemde het niet eens was. Omdat de attractie niet tijdig af was, werd de opening uitgesteld tot 2001.
Uiteindelijk trok Bobbejaanland naar de rechtbank en kreeg gelijk. Echter was het bedrijf van Nauta Bussink intussen failliet en was Bobbejaanland zijn investeringen en voornoemde attracties voorgoed kwijt.
Bobbejaanland ging op zoek naar een nieuwe attractie. Mits enkele aanpassingen kon de reeds gemaakte fundering voor Thrillenium Ride gebruikt worden voor Sledge Hammer.
Afbeeldingen